# داريل هاربر
داريل هاربر (بالإنجليزية: Darrell Harper)‏ هو لاعب كرة قدم أمريكية أمريكي، ولد في 18 يونيو 1938، وتوفي في 19 يناير 2008 في بلدة كوميرك في الولايات المتحدة بسبب ورم نخاعي متعدد.